# Bernard Bret
Bernard Bret, né en 1945, est un géographe français, spécialiste de l'Amérique latine et plus particulièrement du Brésil.

## Biographie
Il fut professeur à l'Université Lyon III. Il y a dispensé notamment un cours de géographie du développement en 3e année de licence où il s'interroge sur le développement, ses inégalités intrinsèques et les articule avec les théories de John Rawls. Il a dispensé également un cours de géographie humaine en 1re année ainsi qu'un cours sur les populations et les sociétés dans le monde.
Il fut aussi enseignant au sein de l'Université Paris Est Créteil Val-de-Marne https://www.u-pec.fr/.
En 2010, il met un terme à sa carrière d'Enseignant tout en poursuivant son travail de recherches.

## Publications
- Le Brésil, la Documentation française, 1980
- Le tiers-monde : croissance, développement, inégalités, Ellipses, 1995 (rééd. 2001, 2006)
- Le Brésil : de la croissance au développement ?, la Documentation française, 1996
- Pour une géographie du juste : Lire les territoires à la lumière de la philosophie morale de John Rawls, Presses Universitaires de Paris Ouest, 2016

Ouvrages collectifs
- avec Hervé Théry, L'État brésilien aménageur de l'espace : les limites de son pouvoir, Université de Toulouse le Mirail, 1981